# Bernd Meier
Bernd Meier (Rain, 1972. február 11. – Burgheim, 2012. augusztus 2.) német labdarúgókapus.